# Regione di Bono Est
La regione di Bono Est (ufficialmente Bono East Region, in inglese) è una regione del Ghana, il capoluogo è la città di Techiman.
La regione è stata costituita nel 2019 smembrando la regione di Brong-Ahafo.

## Distretti
La regione è suddivisa in 11 distretti
| Distretto                               | Capoluogo   | Tipo                 |
| --------------------------------------- | ----------- | -------------------- |
| Distretto municipale di Atebubu-Amantin | Atebubu     | Distretto municipale |
| Distretto municipale di Kintampo Nord   | Kintampo    | Distretto municipale |
| Distretto di Kintampo Sud               | Jema        | Distretto ordinario  |
| Distretto di Nkoranza Nord              | Busunya     | Distretto ordinario  |
| Distretto municipale di Nkoranza Sud    | Nkoranza    | Distretto municipale |
| Distretto di Pru Est                    | Yeji        | Distretto ordinario  |
| Distretto di Pru Ovest                  | Prang       | Distretto ordinario  |
| Distretto di Sene Est                   | Kajaji      | Distretto ordinario  |
| Distretto di Sene Ovest                 | Kwame Danso | Distretto ordinario  |
| Distretto municipale di Techiman        | Techiman    | Distretto municipale |
| Distretto di Techiman Nord              | Tuobodom    | Distretto ordinario  |